# Johann Planer
Johann Planer (7. března 1816 Kastelruth – 31. října 1891 Brixen) byl rakouský politik německé národnosti z Tyrolska, v 2. polovině 19. století poslanec Říšské rady.

## Biografie
Vystudoval gymnázium v Bolzanu a práva na Innsbrucké univerzitě. 9. prosince 1842 získal titul doktora práv. 6. prosince 1848 byl jmenován advokátem v Brixenu, kde od června 1850 do února 1859 zastával i funkci magistrátního rady a od 27. února 1859 do 9. června 1866 starosty města. Poté se stal opět prvním magistrátním radou.
Roku 1861 byl zvolen na Tyrolský zemský sněm, kde zasedal do roku 1864. Mandát v zemském sněmu opětovně získal 31. ledna 1867 za městskou kurii, obvod Brixen, Sterzing, Klausen, Bruneck, Lienz a Innichen. Zemský sněm ho 1. března 1867 zvolil i do Říšské rady za kurii měst a tržních osad v Tyrolsku. Mandát v Říšské radě složil 27. ledna 1870 v rámci hromadné rezignace federalisticky orientovaných tyrolských poslanců.